# Comuna Mîkolo-Babanka, Bobrîneț
Mîkolo-Babanka (în ucraineană Миколо-Бабанка) este o comună în raionul Bobrîneț, regiunea Kirovohrad, Ucraina, formată din satele Mîkolo-Babanka (reședința), Proskurivka și Soroceanove.

## Demografie
Componența lingvistică a comunei Mîkolo-Babanka
     Ucraineană (96,51%)
     Rusă (2,16%)
     Română (1,32%)
Conform recensământului din 2001, majoritatea populației comunei Mîkolo-Babanka era vorbitoare de ucraineană (96,51%), existând în minoritate și vorbitori de rusă (2,16%) și română (1,32%).